# Jean Boyer (réalisateur)
Pour les articles homonymes, voir Jean Boyer et Boyer.
Ne doit pas être confondu avec Jean-Paul Boyer.
Jean Boyer, né le 26 juin 1901 à Paris 9e et mort le 10 mars 1965 à Paris 16e, est un réalisateur, scénariste et auteur de chansons populaires français.

## Biographie
Jean Boyer, Jean Marie Joseph Boyer de son nom complet, fils de l'auteur de chansons Lucien Boyer, fréquente très tôt le milieu du cinéma et du cabaret parisien.
Il rencontre le compositeur Georges van Parys avec lequel il collabore dans une vingtaine de films dont : Un mauvais garçon, 1936, avec Danielle Darrieux et Henry Garat ; Circonstances atténuantes, 1939, avec Arletty ; Boléro, 1941 ; Romance de Paris, 1941, avec Charles Trenet en jeune aspirant chanteur de music-hall ; Garou-Garou, le passe-muraille, 1951, d'après Marcel Aymé avec Bourvil dans le rôle-titre ; et des opérettes comme : Prends la route !, 1936 ; Une femme par jour, 1943, porté à l'écran en 1948 ; et sur de nombreuses chansons.
Il meurt le 10 mars 1965 au 7 bis villa Eugène-Manuel à Paris. Il est enterré au cimetière des Batignolles (2e division). Son épouse, née Jeanne Dastor, est décédée en 1989.

## Quelques chansons
- 1930 : Un regardé, dans le film Flagrant délit (Hanns Schwarz, 1930, musique de F. Hollaender)
- 1931 : Les Gars de la marine, dans le film Le Capitaine Craddock (musique de W. R. Heyman)
- 1932 : Totor t'as tort (musique de René Mercier) - Un homme - L'amour est un mystère - Maintenant, je sais ce que c'est - Quand ça m'prend (musique de Michel Levine)
- 1933 : Un soir de réveillon, opérette coécrite par Paul Armont et Marcel Gerbidon, couplets de Jean Boyer et musique de Raoul Moretti
- 1934 : C’est peu de chose (musique de R. Ervan)
- 1936 : Un mauvais garçon - Y'a toujours un passage à niveau (musique de Georges Van Parys)
- 1939 : Comme de bien entendu - Ça s'est passé un dimanche - Mimile - Ça fait d'excellents Français (musique de Georges Van Parys) - La plupart des titres seront « créés » ou recréés, dès 1945 par Maurice Chevalier et Jo Darlays.
- 1945 : Pour me rendre à mon bureau (paroles et musique de Jean Boyer)

## Filmographie

### Comme réalisateur
- 1931 : Calais-Douvres
- 1932 : La Pouponnière
- 1932 : Histoires de rire (court métrage)
- 1932 : Monsieur, Madame et Bibi
- 1933 : L'Amour guide
- 1934 : Antonia, romance hongroise
- 1935 : Roses noires
- 1935 : Les Époux célibataires
- 1936 : Un mauvais garçon, avec Danielle Darrieux et Henry Garat
- 1936 : Prends la route !, avec Jacques Pills, André Alerme
- 1938 : Mon curé chez les riches avec Elvire Popesco, Bach, Alice Tissot
- 1938 : La Chaleur du sein, avec Arletty, Michel Simon
- 1939 : Ma sœur de lait, avec Meg Lemonnier, Lucien Baroux, Henry Garat
- 1939 : Noix de coco, avec Marie Bell, Raimu, Michel Simon
- 1939 : Circonstances atténuantes, avec Arletty, Michel Simon
- 1940 : Sérénade, avec Louis Jouvet, Lilian Harvey
- 1940 : Miquette, avec Lilian Harvey, Lucien Baroux
- 1941 : L'Acrobate, avec Fernandel
- 1941 : Romance de Paris, avec Charles Trenet, Jean Tissier, Robert Le Vigan
- 1941 : Chèque au porteur avec Lucien Baroux, Marguerite Pierry, Jean Tissier
- 1942 : Boléro, avec Arletty, André Luguet
- 1942 : Le Prince charmant avec Lucien Baroux, Jimmy Gaillard
- 1942 : À vos ordres, Madame avec Suzanne Dehelly, Jean Tissier
- 1942 : Frédérica avec Charles Trenet, Elvire Popesco
- 1943 : La Bonne Étoile, avec Fernandel
- 1944 : Le Diable au collège avec Lilia Silvi
- 1945 : La Femme fatale avec Pierre Brasseur, Gaby Sylvia
- 1946 : On ne meurt pas comme ça avec Erich von Stroheim
- 1946 : Les Aventures de Casanova avec Georges Guétary
- 1947 : Mademoiselle s'amuse avec Ray Ventura, Gisèle Pascal
- 1948 : Valse brillante avec Marta Eggerth
- 1948 : Une femme par jour avec Jacques Pills, Denise Grey
- 1949 : Tous les chemins mènent à Rome avec Gérard Philipe, Micheline Presle
- 1950 : Nous irons à Paris, avec Françoise Arnoul, Philippe Lemaire, Ray Ventura
- 1950 : Le Rosier de Madame Husson, avec Bourvil, Pauline Carton
- 1951 : Le Passe-Muraille, avec Bourvil
- 1952 : Nous irons à Monte-Carlo, avec Philippe Lemaire, Audrey Hepburn, Ray Ventura, André Luguet
- 1952 : Le Trou normand, avec Bourvil, Brigitte Bardot, Jane Marken
- 1952 : Coiffeur pour dames, avec Fernandel, Jane Sourza
- 1953 : Cent francs par seconde, avec Henri Génès
- 1953 : Femmes de Paris, avec Michel Simon, Brigitte Auber
- 1953 : Une vie de garçon, avec Roger Pierre, Jean-Marc Thibault
- 1954 : Ces voyous d'hommes (Il paese dei campanelli) avec Sophia Loren
- 1955 : J'avais sept filles, avec Maurice Chevalier
- 1955 : La Madelon, avec Line Renaud, Jean Richard
- 1956 : Le Couturier de ces dames, avec Fernandel, Suzy Delair, Françoise Fabian
- 1956 : La Terreur des dames, avec Noël-Noël, Noël Roquevert
- 1957 : Sénéchal le magnifique, avec Fernandel
- 1957 : Mademoiselle et son gang, avec Line Renaud, Jean Carmet
- 1957 : Le Chômeur de Clochemerle, avec Fernandel, Ginette Leclerc
- 1958 : Les Vignes du Seigneur, avec Fernandel, Pierre Dux
- 1959 : Nina, avec Sophie Desmarets
- 1959 : L'Increvable, avec Darry Cowl, Line Renaud
- 1959 : Le Confident de ces dames, avec Fernandel, Sylva Koscina
- 1960 : Bouche cousue, avec Darry Cowl, Sacha Pitoëff
- 1961 : Les croulants se portent bien, avec Sophie Daumier
- 1962 : Virginie, avec Mireille Darc, Roger Pierre et Jean-Marc Thibault
- 1962 : C'est pas moi, c'est l'autre, avec Fernand Raynaud
- 1963 : Le Coup de bambou
- 1964 : Relaxe-toi chérie, avec Fernandel

### Comme scénariste
- 1931 : La Fin du monde d'Abel Gance
- 1933 : Nu comme un ver de Léon Mathot
- 1937 : Abus de confiance d'Henri Decoin

## Distinctions
- Chevalier de la Légion d'honneur au titre du Ministère des Affaires Culturelles (décret du 18 novembre 1959). Parrain : Serge Veber, auteur dramatique[2].